# Palais Fanto

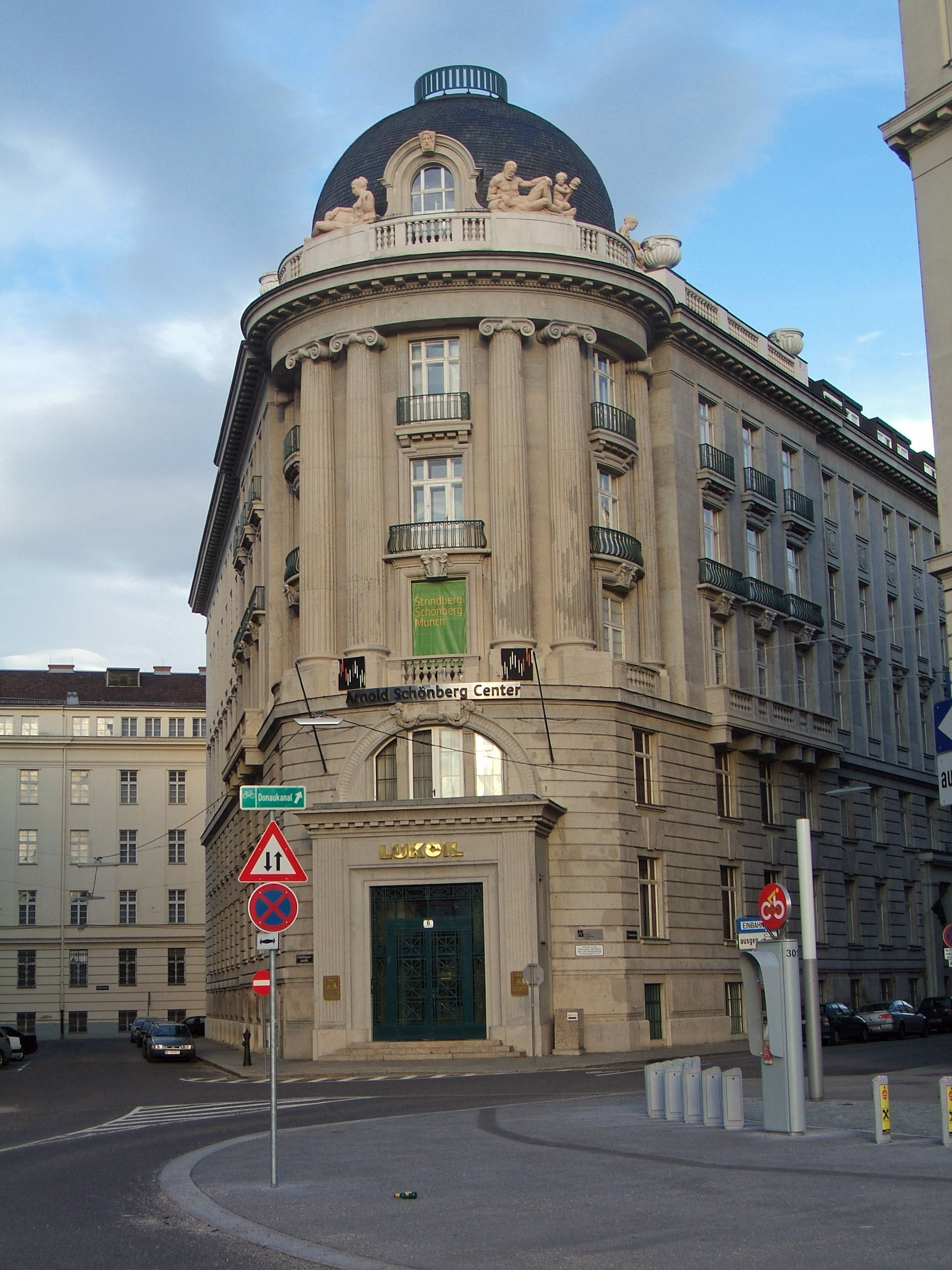
Palais Fanto

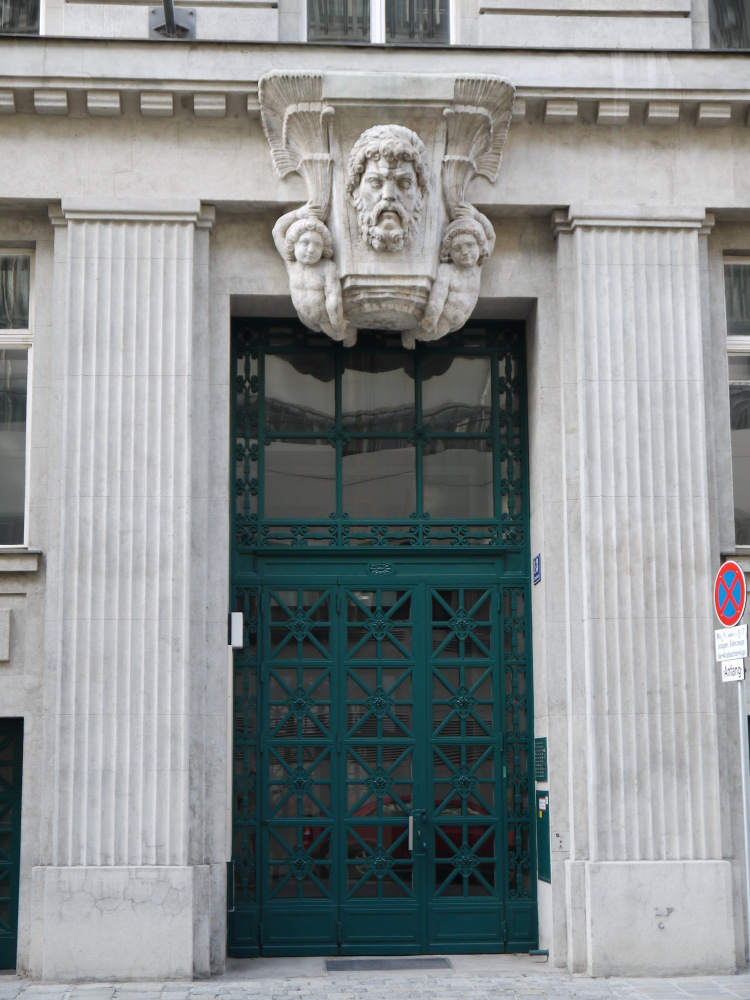
Seiteneingang Detail

Das Palais Fanto befindet sich im 3. Wiener Gemeindebezirk Landstraße, Ecke Schwarzenbergplatz 6 – Daffingerstraße – Zaunergasse.

## Geschichte
Das Stadtpalais wurde in den Jahren 1917/1918 von den beiden Architekten Alexander Neumann und Ernst Gotthilf-Miskolczy für den Geschäftsmann David Fanto errichtet, der mit galizischen Ölquellen zum Millionär geworden war. Nach seinem Tod 1920 wurde das Palais Sitz des Österreichischen Branntweinmonopols und seit März 1998 beherbergt es auch das Arnold Schönberg Center und andere Konzerne. Am 12. August 2015 brach in der Dachkuppel des Palais’ ein Feuer aus. Durch das Löschwasser wurden die Räumlichkeiten des Arnold-Schönberg-Centers beschädigt. Die Ausstellungsräume und die Bibliothek mussten zwecks Sanierung vorübergehend geschlossen werden.

## Beschreibung
Der in neoklassizistischer Form errichtete monumentale Baublock ist an zwei Seiten frei stehend. Die mit kolossalen ionischen Säulen und durch eine Kuppel gekrönte Eckansicht ist zum Schwarzenbergplatz gerichtet. Ein Portalvorbau, schmiedeeiserne Balkone und liegende allegorische Attikafiguren setzen noch zusätzliche Akzente. Ein hoher genuteter Sockel dominiert die Unterzone des Gebäudes. An den Seitenfronten strukturieren seichte Risalite die Fassade. Balkone mit Balustraden in der Beletage und Schmiedeeisengittern in den übrigen Stockwerken sowie eine Attikabalustrade mit Steinvasen sind weitere gestaltende Elemente. Ein dreiteiliges Portal in der Zaunergasse ist von kannelierten Pilastern gerahmt. Das Motiv der Putten und Masken über dem Portal findet sich auch auf den Keilsteinen in der Beletage. Im Innern gibt es ein Treppenhaus aus Marmor. Das Material war für die geplante Erweiterung der Hofburg des Kaisers in Auftrag gegeben worden. Der Erste Weltkrieg und das Ende der Monarchie verhinderte die Umsetzung und David Fanto ließ die imperiale Stiege in sein Palais einbauen.